# Jardim Botânico Irmãos Villas Bôas
O Jardim Botânico Irmãos Villas Bôas localiza-se no município de Sorocaba.
A intenção da criação do jardim é o estudo e pesquisa da flora da região, além de desenvolver a consciência ambiental e lazer da cidade de Sorocaba.
O parque tem um terreno de cerca de 220 mil m² e foi construído no Jardim Dois Corações, utilizando madeira legalizada, uso e reuso de água e energia solar, além de outros conceitos sustentáveis.
O Jardim inclui como atrações principais o lago, viveiro e Palacete de Cristal inspirado nos jardins botânicos de Curitiba e Petrópolis.

## Instalações
O Jardim Botânico de Sorocaba é composto por:
- Estufa
- Mirante
- Viveiro
- Marquise
- Lago
- Palacete de cristal
- Auditório
- Anfiteatro
- Herbário
- Borboletário
- Jardins temáticos